# Каја (насеље)
Каја (фр. Cailla) насеље је и општина у јужној Француској у региону Лангдок-Русијон, у департману Од која припада префектури Лиму.
По подацима из 2011. године у општини је живело 52 становника, а густина насељености је износила 6,81 становника/km². Општина се простире на површини од 7,64 km². Налази се на средњој надморској висини од 400 метара (максималној 1.240 m, а минималној 387 m).

## Демографија
| 1962. | 1968. | 1975. | 1982. | 1990. | 1999. | 2011. |
| ----- | ----- | ----- | ----- | ----- | ----- | ----- |
| 12    | 17    | 28    | 41    | 48    | 51    | 52    |

График промене броја становника у току последњих година